# Jan Davidszoon de Heem

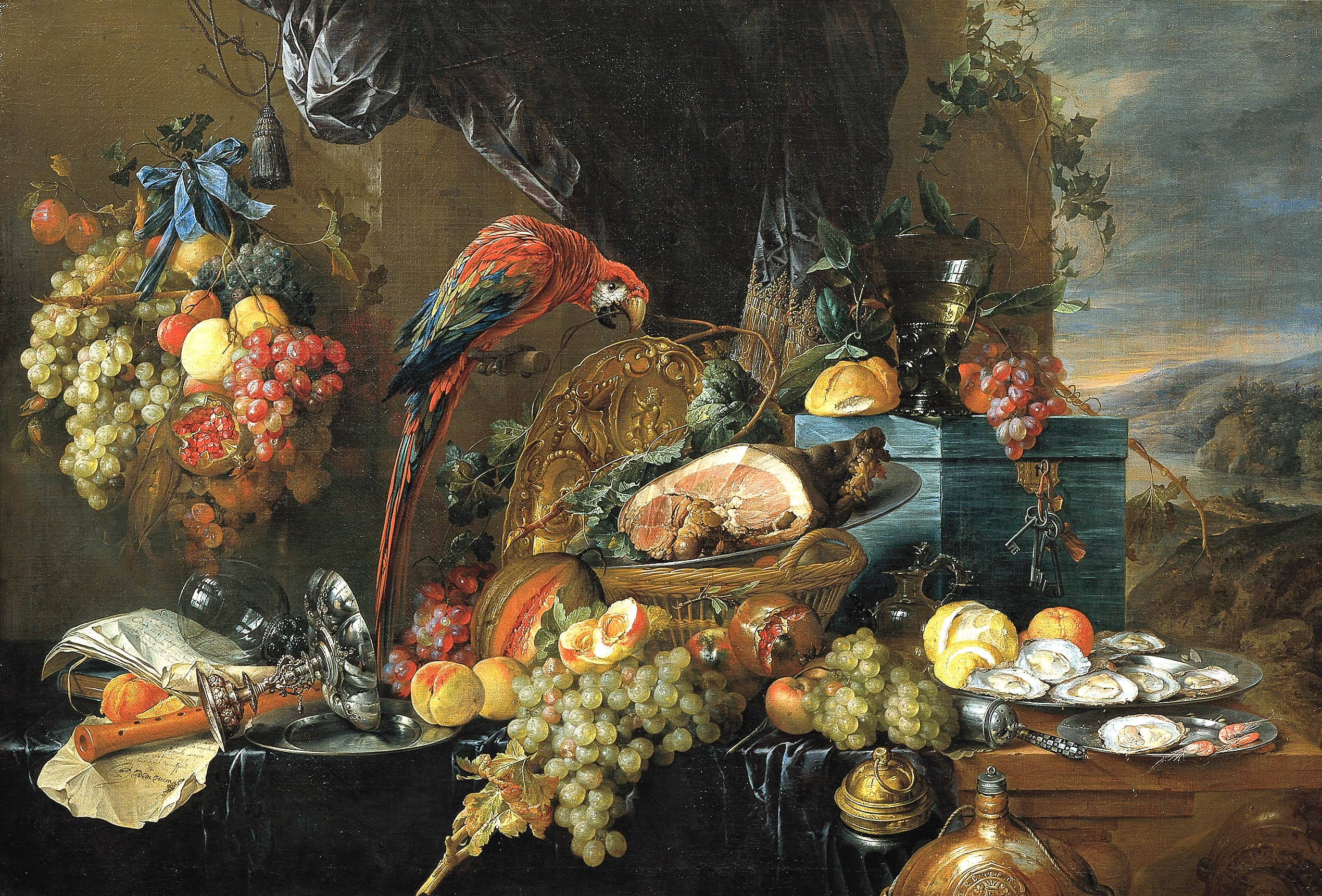
Martwa natura, ok. 1650

Jan Davidszoon de Heem (ur. kwiecień 1606 w Utrechcie, zm. 9 lutego 1684 w Antwerpii) – holenderski malarz barokowy, specjalizujący się w martwych naturach.

## Życiorys
Urodził się w rodzinie o tradycjach artystycznych, jego pierwszym nauczycielem był ojciec David de Heem Starszy (1570–1631), a następnie prawdopodobnie Balthasar van der Ast. Kilkakrotnie zmieniał miejsce zamieszkania, w latach 1626–1631 pracował w Lejdzie, następnie ok. 1632–1635 przeniósł się do Antwerpii, gdzie w 1636 został członkiem gildii św. Łukasza. W latach 1667–1672 wzmiankowany był w Utrechcie, pod koniec życia powrócił do Antwerpii. Był dwukrotnie żonaty i miał trzech synów, którzy także byli malarzami (David Janszoon de Heem ur. 1628, Cornelis de Heem (1631–1695) i Jan Janszoon de Heem ur. 1650).
Jan Davidsz. de Heem malował wyłącznie martwe natury, na jego twórczość początkowo miało wpływ malarstwo niderlandzkie. Tworzył surowe, niemal monochromatyczne kompozycje, poruszał tematykę wanitywną i malował głównie czaszki, klepsydry, książki, instrumenty muzyczne i przybory do pisania i palenia. Jego wczesne prace miały zwykle wydźwięk moralizatorski. Podczas pobytu w Antwerpii artysta znalazł się pod wpływem malarzy flamandzkich, szczególnie Fransa Snydersa, Daniela Seghersa i Adriaena van Utrechta. Zaowocowało to zmianą tematyki obrazów, malarz zaczął tworzyć bogate kompozycje kwiatowe, przedstawiał owoce w kosztownych naczyniach, ulokowane w wytwornym i pysznym otoczeniu. Wzbogacił i rozjaśnił paletę, zaczął umieszczać w tle motywy krajobrazowe. Był autorem nowego typu pejzażu leśnego, którego głównym elementem była centralnie umieszczona wielka martwa natura roślinno-kwiatowa.

## Twórczość
Artysta stworzył własny i niepowtarzalny styl łączący elementy zarówno malarstwa flamandzkiego, jak i niderlandzkiego. Miał licznych uczniów i naśladowców, z jego prac inspirację czerpali m.in. Jacob Marrel, Cornelis Mahu, Georg Flegel, Abraham Mignon, Maria van Oosterwijk i Rachel Ruysch.
Najcenniejsze zbiory prac malarza posiadają m.in. Rijksmuseum w Amsterdamie, Koninklijk Museum w Antwerpii, Stara Pinakoteka w Monachium i Ermitaż w Sankt Petersburgu.